# 中央合唱團 (日本)
中央合唱團（日语：／），是由日本歌聲運動發起者、日本共產黨黨員關鑑子於1948年建立的合唱團。

## 特色
作為首都圈歌聲運動的中心合唱團，中央合唱團活躍於日本共產黨主辦的「紅旗節」「日本歌聲祭典」活動，並錄製了相關歌曲。歌唱團銘記日共行動綱領「追求反戰和平，解放日本人民，建設民主的人民政府」的理念，自成立以來，在關鑑子的音樂監督和技術指導下，一貫貫徹執行日本共產黨的文化政策。
1949年1月22日，日共黨中央雜誌《赤旗》1月25日刊文章報道，一名加入日本共產黨的女鋼琴演奏家和一名女小提琴手參觀了黨的總部。 關鑑子在文章中提到「青共合唱團」（指「日本青年共産同盟中央合唱団」），表示「青共合唱團」應該在傳播與資本主義樂壇不同的，「唯有日本共產黨才能做到的音樂活動」上發揮作用。
1956年5月31日，關鑑子出席在莫斯科舉行的史達林和平獎頒獎典禮。 隨後，他在6月13日同地寫給中央合唱團的信中，寫下了對日本歌聲運動的展望和合唱團的思想指導。

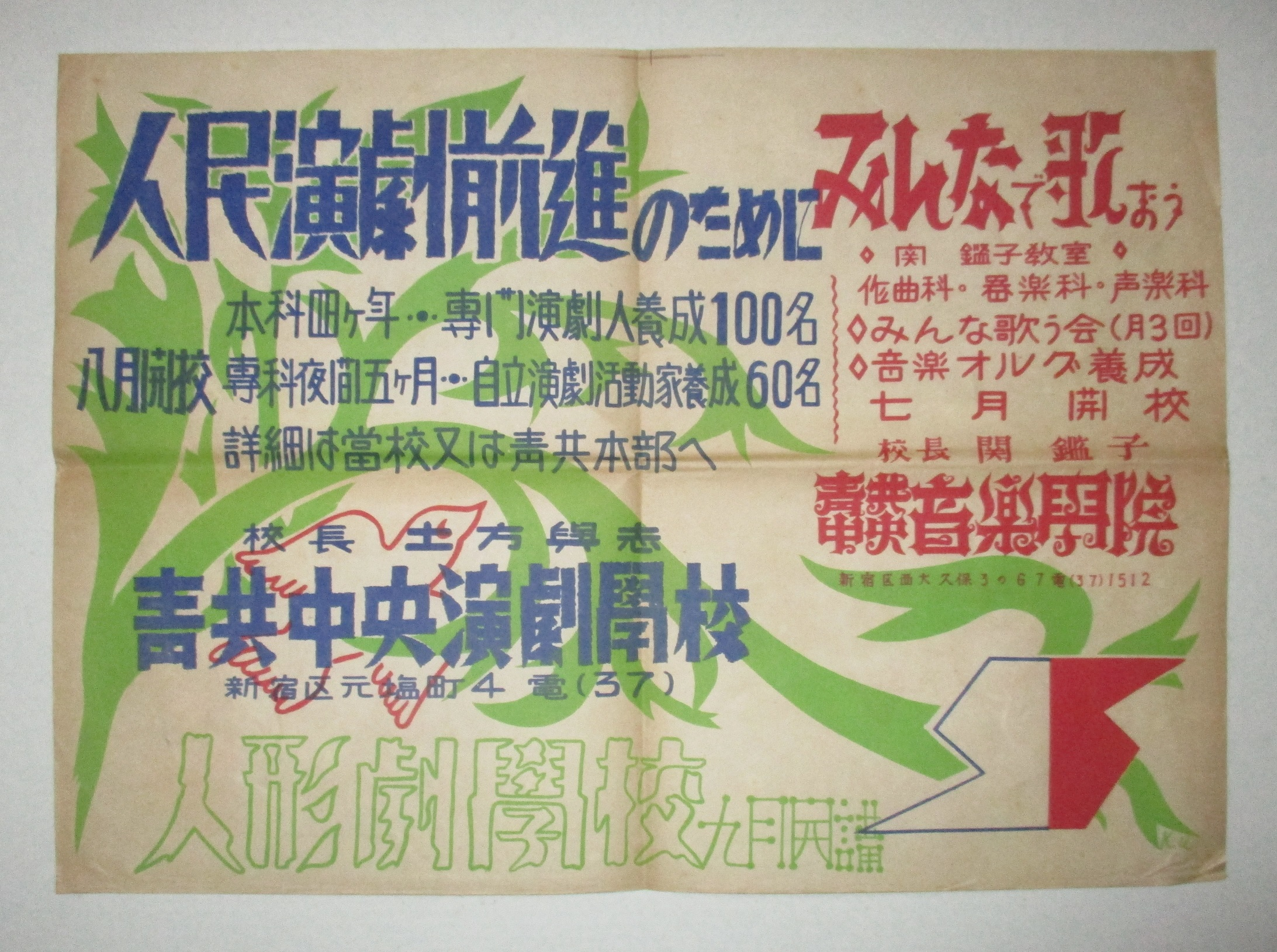
日本民主青年同盟中央音樂學院「一起歌唱吧——關鑑子教室」辦校宣傳海報（東京 1948年）

1960年末，日本共產黨中央委員會在《赤旗》中發表了關於中央合唱團作用的官方立場。
1971年2月1日，關鑑子在中央合唱團全體會議上發表了講話，闡述了合唱團及其領導者的使命。

## 引用
1. ↑  河西, 秀哉; カワニシ, ヒデヤ; Kawanishi, Hideya. . 神戸女学院大学論集. 2013-06-20, 60 (1): 75–91  [2024-11-19]. （原始内容存档于2025-01-25） （日语）.
2. ↑  . 国立国会図書館サーチ（NDLサーチ）.   [2024-10-20]. （原始内容存档于2025-01-27） （日语）.
3. ↑  関鑑子「歌ごえに魅せられて」（東京、1971年） 316-317ページ
4. ↑  「アカハタ」1960年12月9日号所載 松田貞男（当時 日本共産党中央委員会文化委員）の論説“「日本のうたごえ祭典」を迎えて”
5. ↑  載於「季刊『日本のうたごえ』1971年4月創刊号」。